# Zourab de Géorgie
Zourab Bagration († 1125) était un prince géorgien et fils de David IV.
Second fils du roi David IV de Géorgie (aussi nommé David IV le Reconstructeur) et de sa première épouse, Rousoudan, la fille d'un prince arménien, Zourab est nommé co-roi alors qu'il n'est qu'un enfant en 1125 mais meurt la même année, sans jamais s'être marié.